# Азово-Кубанский артезианский бассейн
Азово-Кубанский артезианский бассейн расположен в Краснодарском крае, южной части Ростовской области и западной части Ставропольского края.
В бассейне — 18 водоносных комплексов, в основном расположенных на глубинах 100—500 метров в плиоценовых породах. Их воды — пресные, солёностью до 0,5-1,5 г/л.
Воды нижнего — палео-, мезо- и кайнозойского слоёв — лежат на большей глубине и имеют минерализацию от 0,5 до 5 г/л.
Годовой ресурс вод — 2594 млн м³.